# Carl Henrik Wallberg

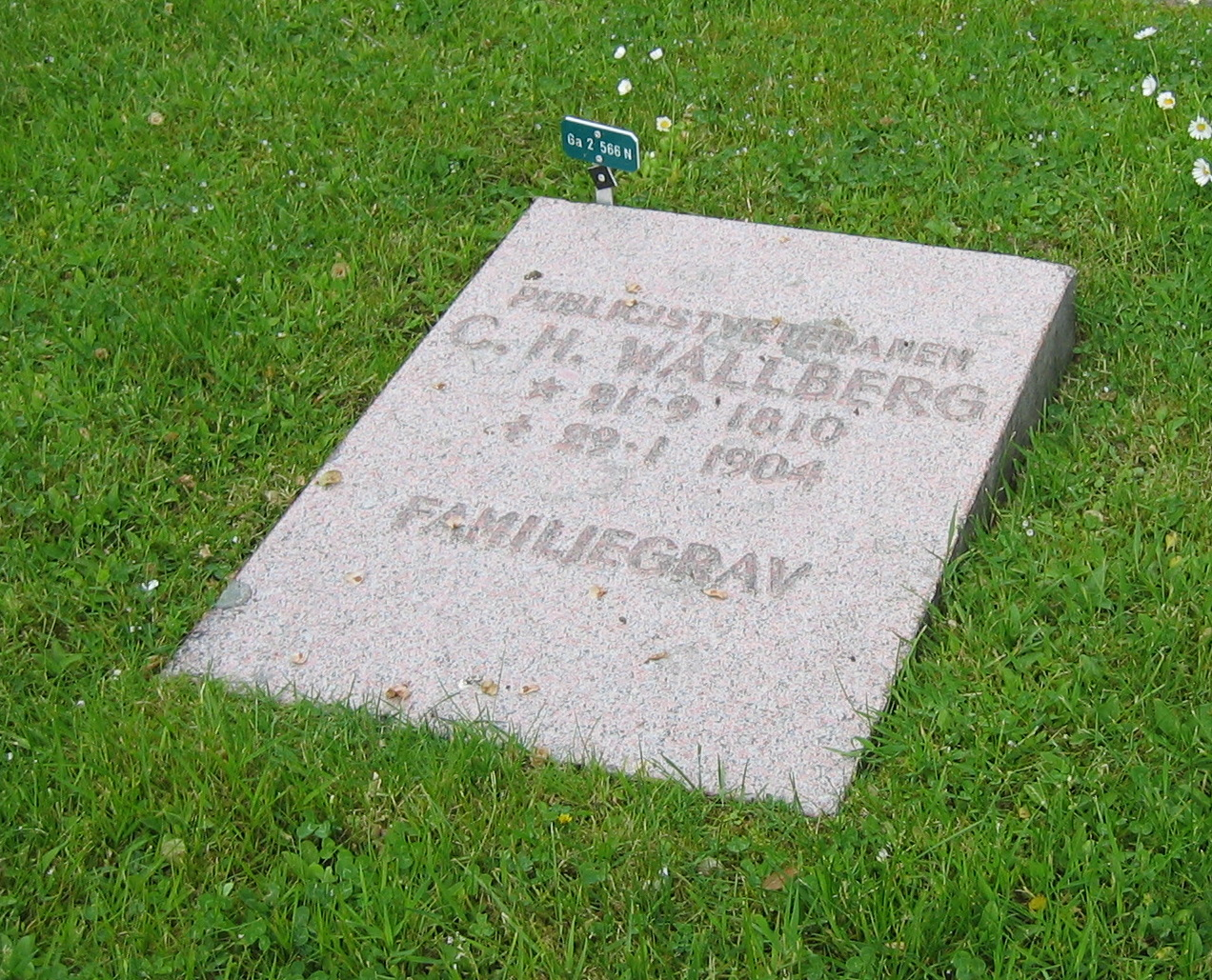
Publicistveteranen C.H. Wallberg har en enkel grav i Linköping.

Carl Henrik Wallberg, född 21 september 1810 i Vadstena, död 29 januari 1904 i Linköping, var en svensk redaktör, teckningslärare, tecknare och notarie i Linköping.
Han var son till kyrkoherden Henric Adolph Wallberg och Ulrika Carolina Ekström och från 1840 gift med Anna Sofia Lagerström. Wallberg tjänstgjorde som underofficer vid Första livgrenadjärregementet 1827–1830. Han blev student vid Uppsala universitet 1830 och avlade en kameralexamen 1837. Han blev extra ordinarie kammarskrivare i Kammarkollegium 1838 och knöts samma år till H.B. Palmærs nygrundade Östgöta Correspondenten där han medverkade under signaturen Qvippe. Han verkade vid tidningen ända till 1903 eller 1904, mer än 90 år fyllda. I yngre år studerade han konst för Wilhelm Blom och Johan Way och utförde under årens lopp ett flertal porträtt, landskap och genremotiv utförda i olja eller gouache samt teckningar till Östgöta Correspondenten. För samfundet De nio i Stockholm utförde han ett porträtt av Lotten von Kraemer. 
Han utgav själv tidningen Bytingen 1842–1844 samt skrev och översatte dessutom några mindre skrifter, ibland under signaturen C.H.W-g. Han var anställd som teckningslärare vid Linköpings läroverk 1846–1881 och vid Linköpings folkskollärarseminariet 1862–1881 samt från 1856 sekreterare i Linköpings stads brandstodskommitté. 
Wallberg var med tillnamnet Qvippe Wallvik en aktiv deltagare i Wikningskommissionen, en 1839 grundad parodi på dåtidens hemliga ordenssällskap, som ännu lever i Linköping. Till dess 50-årsjubileum skrev han en liten historik.
När den första bildningscirkeln i Linköping grundades 1847 blev Wallberg dess sekreterare. Föreningens medlemmar höll föredrag som riktade sig till allmänheten, i synnerhet stadens hantverkare. Föreningen dog ut omkring 1859. Som konstnär är Wallberg representerad vid bland annat Norrköpings Konstmuseum, Linköpings museum, Linköpings tingshus och frimurarlogen i Linköping. Han är begravd i Linköping. 

## Skrifter
- Heinrich Heine, Florentinska nätter (översättning, 1839)
- Jonathan Swift, Gullivers resor (översättning, fyra delar, 1840-1841)
- Bytingen (tidskrift, 1842-1844)
- Om mysterierna (1855)
- Arthur Storch, Arbetarekonungen. Politisk-social roman ur nutiden (översättning från tyskan, 1872)
- Alfred des Essarts, Chevalier de Kergoran (översättning från franskan, 1873)
- La Contessina (översättning från franskan, 1873)
- En kort historik öfver Wikningskommissionens uppkomst och utveckling (1889), digital utgåva från Projekt Runeberg